# Lachlan McIntosh
Lachlan McIntosh (Kingussie, 17 marzo 1725 – Savannah, 20 febbraio 1806) è stato un generale statunitense di origine scozzese.
Eroe della guerra d'indipendenza americana, è principalmente noto per aver ucciso il firmatario della Dichiarazione d'indipendenza degli Stati Uniti Button Gwinnett in duello. A lui e alla sua famiglia è dedicata la contea di McIntosh, in Georgia.

## Biografia

### Origini
Nacque in Scozia nel 1725 (altre fonti invece riportano il 1727) e il padre John Mor McIntosh lo portò con sé nelle Tredici colonie quando un gruppo di coloni delle Highlands emigrò in Georgia, fondando la città di Darien.
Col tempo i McIntosh (e Lachlan in particolare) divennero i più facoltosi proprietari terrieri di Darien. Nel 1740, tuttavia, allo scoppio della guerra commerciale con gli spagnoli della Florida, John McIntosh venne fatto prigioniero durante una scorreria e Lachlan dovette rifugiarsi nell'orfanotrofio di Bethesda, presso Savannah, retto da George Whitefield.

### Militare e mercante
Nel 1742 poté lasciare l'orfanotrofio dopo essersi arruolato nella milizia del governatore georgiano James Edward Oglethorpe. Il governatore prese in simpatia Lachlan e suo fratello minore William e, quando i due nel 1745 tentarono di fuggire in Scozia per prendere parte alla ribellione giacobita in favore del pretendente Carlo Edoardo Stuart, Oglethorpe riuscì a dissuaderli e ad evitar loro la condanna come traditori.
Lasciata la milizia, nel 1748 si trasferì a Charleston e si associò al mercante Henry Laurens, col quale fondò una compagnia commerciale. Entro il 1767, grazie ai proventi commerciali, era riuscito a tornare a Darien e a ricostruire il patrimonio familiare perduto, accumulando grandi ricchezze.

### Rivoluzione americana

#### Carriera militare
Henry Laurens era di smaccate simpatie rivoluzionare e riuscì presto a convertire McIntosh alla causa indipendentista. Allo scoppio della rivoluzione americana nel 1776 riprese le armi e, in quanto ex-membro della milizia statale, ottenne il grado di colonnello. Dimostrò le sue capacità organizzando in maniera rapida le difese georgiane e respingendo alcuni assalti inglesi; ciò, alla costituzione dell'esercito continentale, gli fruttò l'immediata promozione a brigadier generale.
Divenuto collaboratore di George Washington, ricevette il comando di tutte le truppe dello Stato della Georgia. Ciò gli rese nemico il padre fondatore Button Gwinnett, che avrebbe desiderato quella posizione per sé e che da allora provò un profondo rancore verso McIntosh.

#### Rivalità con Button Gwinnett
Gwinnett, divenuto nel frattempo governatore della Georgia, sfruttò la sua posizione per portare avanti la sua personale vendetta contro McIntosh: prima organizzò un'invasione della Florida che si rivelò un disastro, addossando la colpa a McIntosh e ai suoi uomini, e infine fece arrestare il fratello minore del generale con l'accusa di tradimento. McIntosh, ormai esasperato, definì pubblicamente Gwinnett "una canaglia e un traditore bugiardo".
Gwinnett, dopo essere stato esautorato dalla carica di governatore, sfidò allora il generale a duello. Lo scontro avvenne il 16 maggio 1777 in una piantagione poco fuori Savannah ed entrambi i duellanti rimasero feriti ad una gamba da un colpo di pistola. Mentre la ferita di Gwinnett lo portò alla morte nel giro di tre giorni, McIntosh sopravvisse.

#### Resto della guerra
Nonostante fosse stato scagionato dall'accusa di omicidio, il generale preferì abbandonare la Georgia per evitare ritorsioni e rifugiarsi sotto la protezione di Washington. Svernò allora a Valley Forge, per poi guidare una spedizione contro i nativi americani in Ohio e fondare due forti, Fort McIntosh e Fort Laurens.
Tornato a sud nel 1779, fu tra gli organizzatori dell'assedio di Savannah, risoltosi in un insuccesso. Fu poi tra i difensori di Charleston, venendo catturato dagli inglesi alla caduta della città. Il Congresso, ritenendolo responsabile della perdita, lo espulse dall'esercito continentale (salvo poi assolverlo e reintegrarlo).

### Ultimi anni e morte
Rilasciato alla fine della guerra, nel 1784 tornò in Georgia per riprendere possesso delle sue proprietà, devastate dai saccheggi e dalla guerra. Riuscì a rimettersi finanziariamente; nel frattempo George Walton riuscì ad ottenere per lui la piena riabilitazione politica e la promozione a maggior generale.
Nel 1784 fu delegato georgiano al congresso continentale. Nel 1787 fece parte della commissione atta a tracciare il definitivo confine tra Georgia e Carolina del Sud, per poi ritirarsi e morire nel 1806.